# 苄二甲胍
苄二甲胍（也称为二甲苄胍）是一种含氮有机化合物，化学式为C10H15N3，可作为交感神經抑制劑。